# Navailles-Angos
Navailles-Angos – miejscowość i gmina we Francji, w regionie Nowa Akwitania, w departamencie Pireneje Atlantyckie.
Według danych na rok 1990 gminę zamieszkiwały 1123 osoby, a gęstość zaludnienia wynosiła 79 osób/km² (wśród 2290 gmin Akwitanii Navailles-Angos plasuje się na 384. miejscu pod względem liczby ludności, natomiast pod względem powierzchni na miejscu 803.).